# Edward Pasewicz

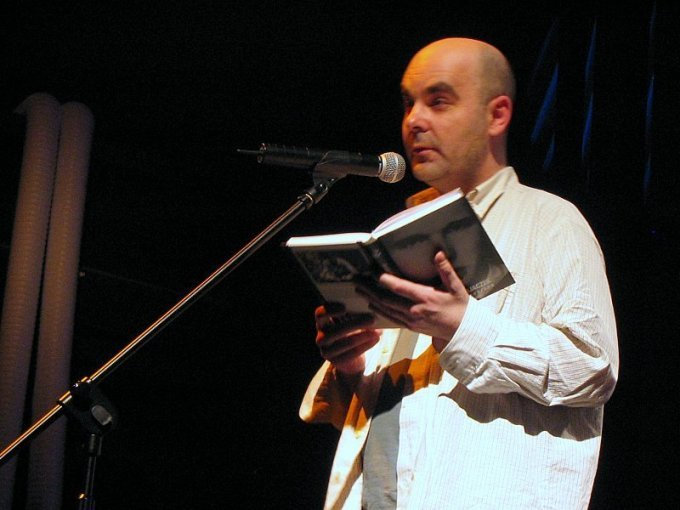
Edward Pasewicz

Edward Pasewicz (* 9. Juni 1971 in Kostrzyn nad Odrą, Polen) ist ein polnischer Dichter, Autor und Komponist.

## Leben
2007 wurde er für sein Buch Henry Berryman Pięśni für den Literaturpreis der Stadt Gdynia nominiert. Seine Gedichte wurden ins Deutsche, Englische, Slowenische, Serbische, Bulgarische, Tschechische, Spanische und Italienische übersetzt. Edward Pasewicz lebt in Krakau (Kraków).

## Publikationen
- Dolna Wilda (Anima, Tygiel Kultury 2001; Poznań, Wielkopolska Biblioteka Poetów 2006)
- Nauki dla żebraków (arkusz dołączony do pisma "Topos" nr 4-5/2003)
- Wiersze dla Róży Filipowicz (Wrocław, Biuro Literackie 2004)
- th (Kielce, kserokopia.art.pl 2005)
- Henry Berryman Pięśni (Kielce, kserokopia.art.pl 2006)
- Śmierć w darkroomie (Kraków, EMG 2007)
- Drobne! Drobne! (Poznań, WBPiCAK 2008)
- Pałacyk Bertolda Brechta (Kraków, EMG 2011)
- Och, mitochondria (Kraków, EMG 2015; nominiert für den Wisława-Szymborska-Preis 2016)
- Pulverkopf (Warszawa, Wielka Litera 2021; Finalist für den Nike-Literaturpreis 2022)

## Musikalisches Werk
- Naive Symphonie[1]